# Nicephorus (patriarch)

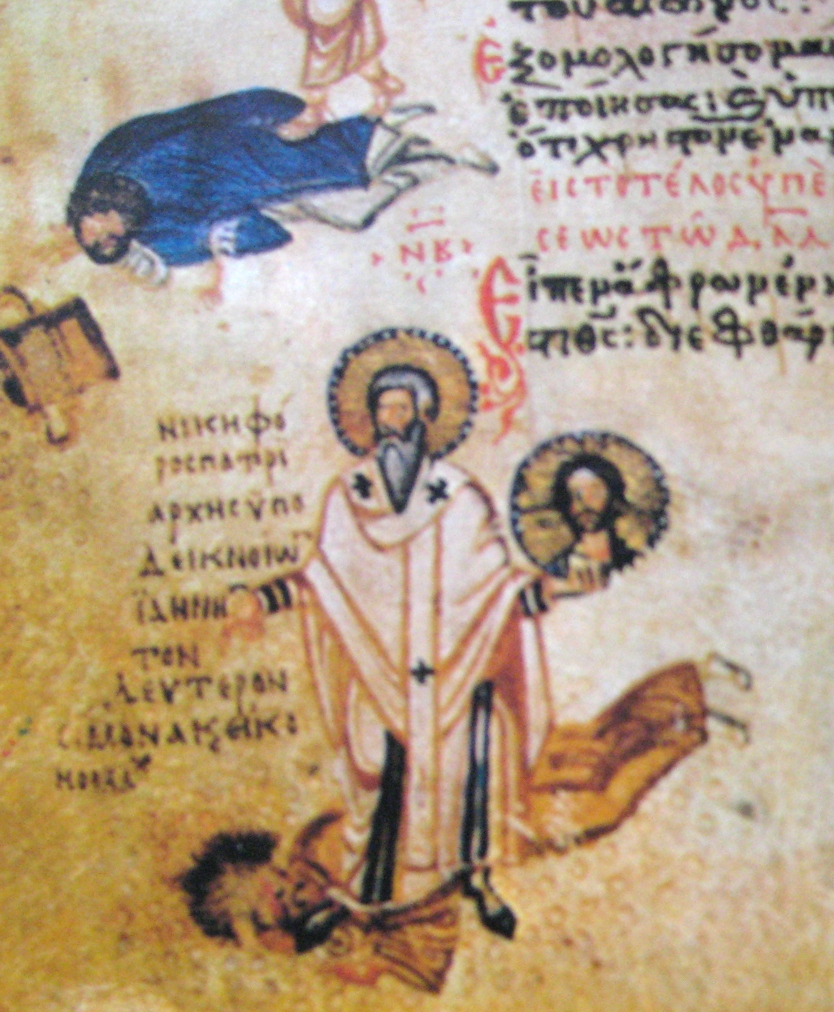
Nicephorus vertrapt Johannes VII van Constantinopel, miniatuur uit Chludov Psalter

Nicephorus van Constantinopel (Constantinopel, ca. 758 - Chalcedon, 2 juni 828) was de patriarch van Constantinopel en was een verdediger van de iconen.

## Leven
Nicephorus werd rond 758 geboren in Constantinopel als zoon van Theodorus, een hooggeplaatste Byzantijnse ambtenaar die tegen het iconoclasme was. Ondanks zijn intellectuele vorming koos Nicephorus aanvankelijk voor een leven als leek, maar hij stond bekend om zijn theologische kennis en vroomheid.
In 806 werd hij, ondanks zijn aanvankelijke weerstand, benoemd tot patriarch van Constantinopel door keizer Nicephorus I. Hij was een krachtige verdediger van de verering van iconen, wat hem in conflict bracht met keizer Leo V de Armeniër, die het iconoclasme opnieuw invoerde.
In 815 werd hij vanwege zijn verzet tegen de keizer afgezet en verbannen naar een klooster in Chalcedon, waar hij de rest van zijn leven doorbracht.

## Schrijverschap en theologische werken
Tijdens zijn ballingschap schreef Nicephorus verschillende theologische werken waarin hij de orthodoxe leer verdedigde en het iconoclasme bestreed. Zijn geschriften speelden een grote rol in het latere herstel van de icoonverering.

## Overlijden en verering
Nicephorus overleed op 2 juni 828. In 846 werden zijn relieken teruggebracht naar Constantinopel en plechtig bijgezet in de Hagia Sophia als erkenning van zijn heiligheid en bijdrage aan de Kerk.
Zijn feestdag wordt in de Katholieke Kerk gevierd op 13 maart en in de Oosters-Orthodoxe Kerk op 2 juni.
Bisschoppen van Byzantium:

Andreas de Apostel · Stachys de Apostel · Onesimus · Polycarpus I · Plutarchus · Sedecion · Diogenes · Eleutherius · Felix · Polycarpus II · Athenodorus · Euzoïs · Laurentius · Alypius · Pertinax · Olympianus · Marcus I · Filadelfus · Cyriacus I · Castinus · Eugenius I · Titus · Dometius · Rufinus I · Probus · Metrofanes · Alexander

Bisschoppen en aartsbisschoppen van Constantinopel:

Paulus I · Eusebius van Nicomedië · Paulus I · Macedonius I · Paulus I · Macedonius I · Eudoxius van Antiochië · Demofilus · Euagrius · Maximus ·  Gregorius I van Nazianze

Patriarchen van Constantinopel:

Nectarius · Johannes I · Arsacius van Tarsus · Atticus · Sisinnius I · Nestorius · Maximianus · Proclus · Flabianus · Anatolius · Gennadius I · Acacius · Fravitta · Eufemius · Macedonius II · Timotheus I · Johannes II van Cappadocië · Epifanius · Anthimus I · Mennas · Eutychius · Johannes III Scholasticus · Johannes IV Nesteutes · Cyriacus · Thomas I · Sergius I · Pyrrus I · Paulus II · Petrus · Thomas II · Johannes V · Constantijn I · Theodorus I · Georgius I · Paulus III · Callinicus I · Cyrus · Johannes VI · Germanus I · Anastasius · Constantijn II · Nicetas · Paulus IV · Sint Tarasius · Niceforus I · Theodotus I van Cassiteras · Antonius I · Johannes VII Grammaticus · Methodius I · Ignatius I · Photius I · Stefanus I · Antonius II Kauleas · Nicolaas I Mysticus · Euthymius I Syncellus · Stefanus II van Amasea · Tryfon · Theofylactus · Polyeuctus · Basilius I Skamandrenus · Antonius III Studites · Nicolaas II Chrysoberges · Sisinnius II · Sergius II · Eustathius · Alexius I Studites · Michaël I · Constantijn III Lichoudas · Johannes VIII Xifilinus · Cosmas I · Eustathius Garidas · Nicolaas III Grammaticus · Johannes IX Agapetus · Leo Styppes · Michaël II Kurkuas · Cosmas II Atticus · Nicolaas IV Muzalon · Theodotus II · Neofytus I · Constantijn IV Chliarenus · Lucas Chrysoberges · Michaël III van Anchialus · Chariton · Theodosius I Borradiotes · Basilius II Carnaterus · Nicetas II Muntanes · Leontius Theotokites · Dositheus · Georgius II Xifilinus · Johannes X Camaterus · Michaël IV Autoreianus · Theodorus II Eirenicus · Maximus II · Manuel I Charitopoulos · Germanus II · Methodius II ·  Manuel II ·  Arsenius Autoreianus · Niceforus II · Germanus III · Jozef I Galesiotes · Johannes XI Bekkos · Gregorius II Cyprius · Athanasius I · Johannes XII · Nefon I · Johannes XIII Glykys · Gerasimus I · Jesaias · Johannes XIV Kalekas · Isidorus I · Calixtus I · Filotheus Kokkinos · Macarius · Neilus Kerameus · Antonius IV · Calixtus II Xanothopoulos · Mattheus I · Euthymius II · Jozef II · Metrofanes II · Gregorius III Mammas · Athanasius II · Gennadius II · Isidorus II Xanthopoulos · Sofronius I Syropoulos · Joasaf I · Marcus II Xylokaraves · Simeon I van Trebizonde · Dionysius I · Rafaël I · Maximus III Manasses · Nefon II · Maximus IV · Joachim I · Pachomius I · Theoleptus I · Jeremias I · Joannicus I · Dionysius II · Joasaf II · Metrofanes III · Jeremias II · Pachomius II · Theoleptus II · Mattheus II · Elias I · Theofanes I Karykes · Meletius I Pegas · Neofytus II · Rafaël II · Timotheus II · Cyrillus I Lucaris · Gregorius IV van Amasea · Anthimus II · Cyrillus II Kontares · Athanasius III Patelaros · Neofytus III van Nicea · Parthenius I · Parthenius II · Joannicus II · Cyrillus III · Parthenius III · Gabriël II · Parthenius IV · Theofanes II · Dionysius III · Clemens · Methodius III · Dionysius IV Muselimes · Gerasimus II · Athanasius IV · Jakobus · Callinicus II · Neofytus IV · Gabriël III · Neofytus V · Cyprianus I · Athanasius V · Cyrillus IV · Cosmas III · Jeremias III · Paisius II · Serafeim I · Neofytus VI · Cyrillus V · Callinicus III · Serafeim II · Joannicus III · Samuel I Chatzeres · Meletius II · Theodosius II · Sofronius II · Gabriël IV · Procopius I · Neofytus VII · Gerasimus III · Gregorius V · Callinicus IV · Jeremias IV · Cyrillus VI · Eugenius II · Anthimus III · Chrysanthus I · Agathangelus I · Constantius I · Constantius II · Gregorius VI · Anthimus IV · Anthimus V · Germanus IV · Meletius III · Anthimus VI · Cyrillus VII · Joachim II · Sofronius III · Joachim III · Joachim IV · Dionysius V · Neofytus VIII · Anthimus VII · Constantijn V · Germanus V · Meletius IV · Gregorius VII · Constantijn VI · Basilius III · Photius II · Benjamin I · Maximus V · Athenagoras I · Dimitrios I · Bartholomeus I